# Alby (Botkyrka)

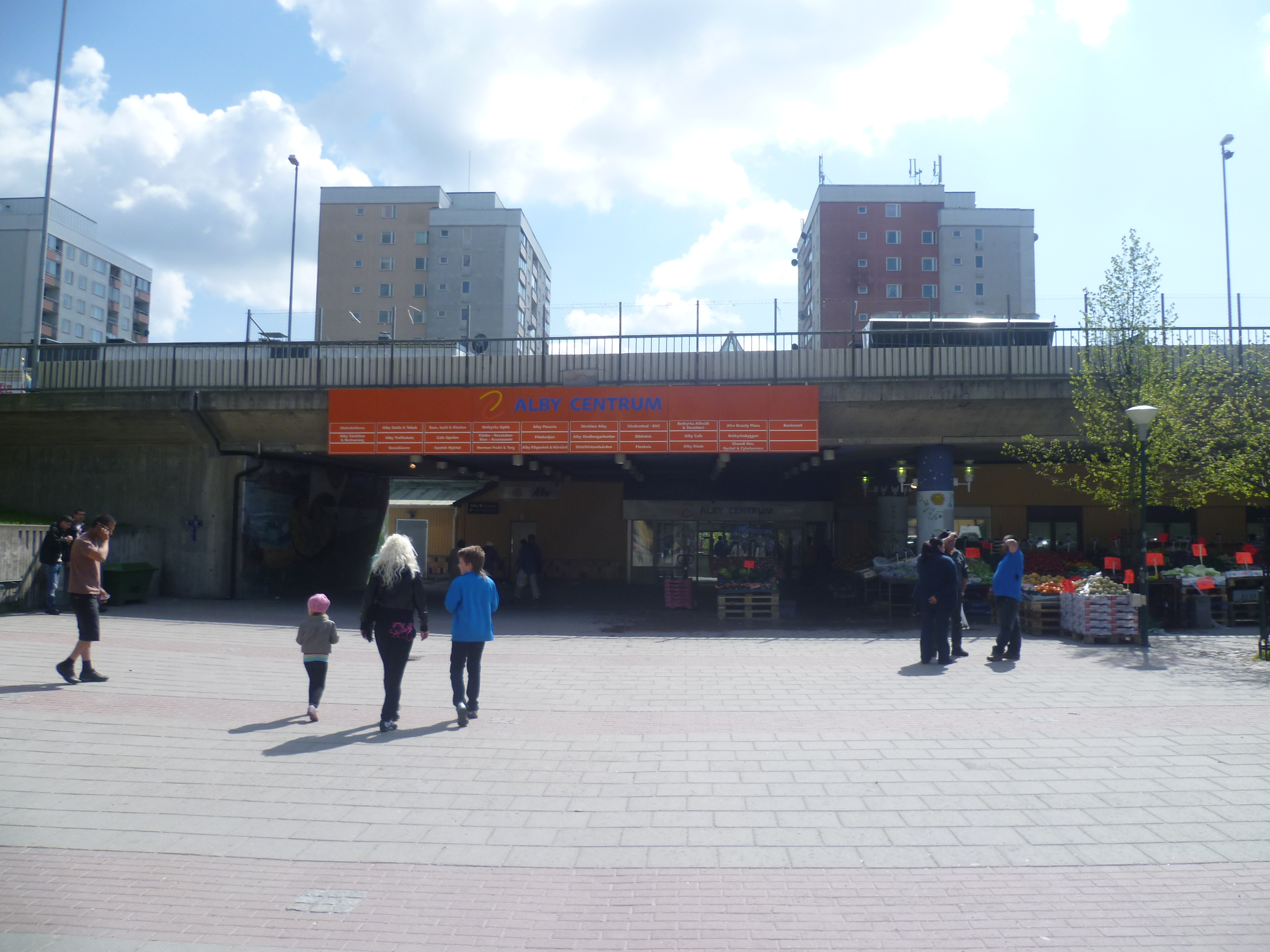
A entrada para Alby centrum do metro.

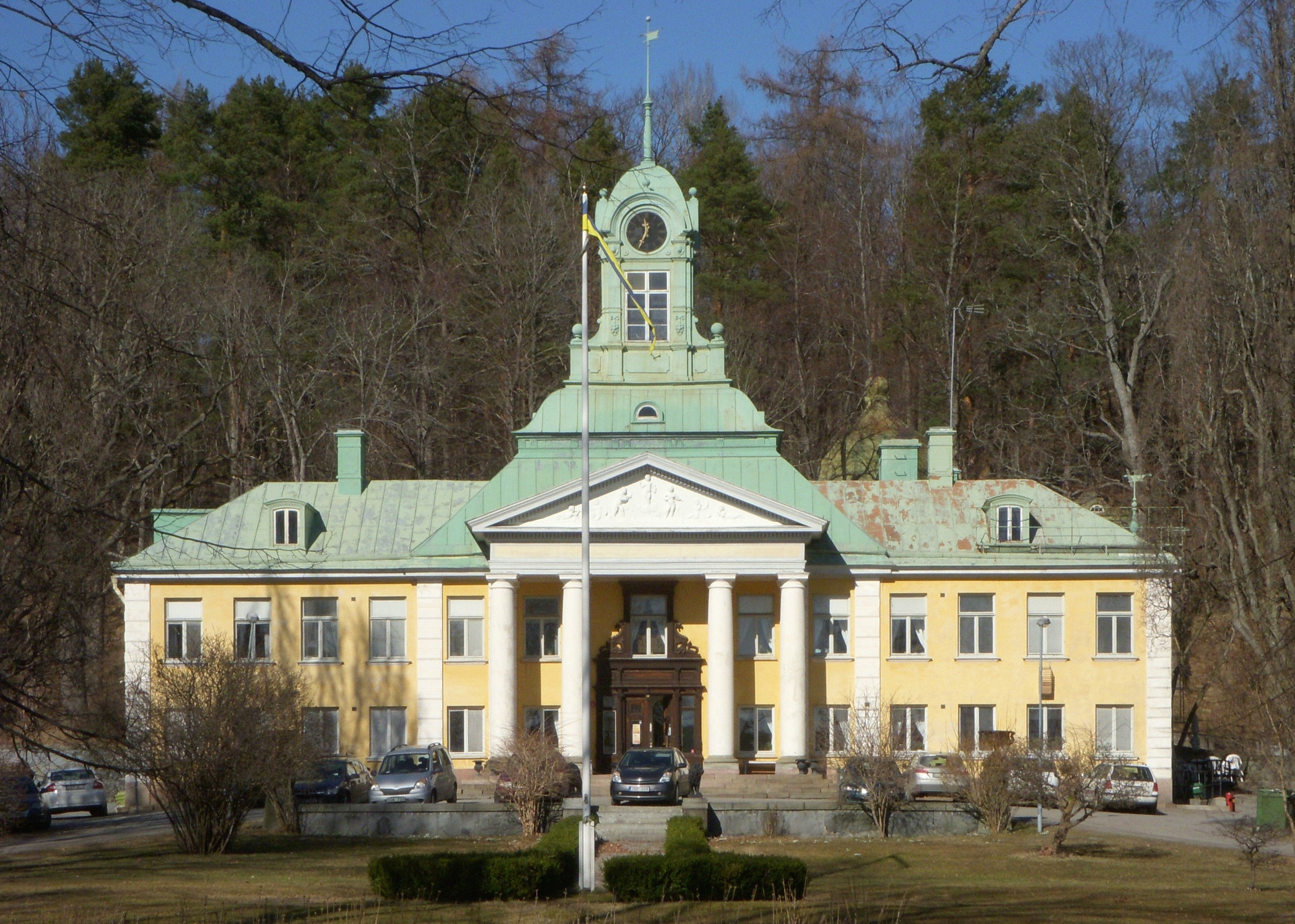
Alby gård, Março 2012.

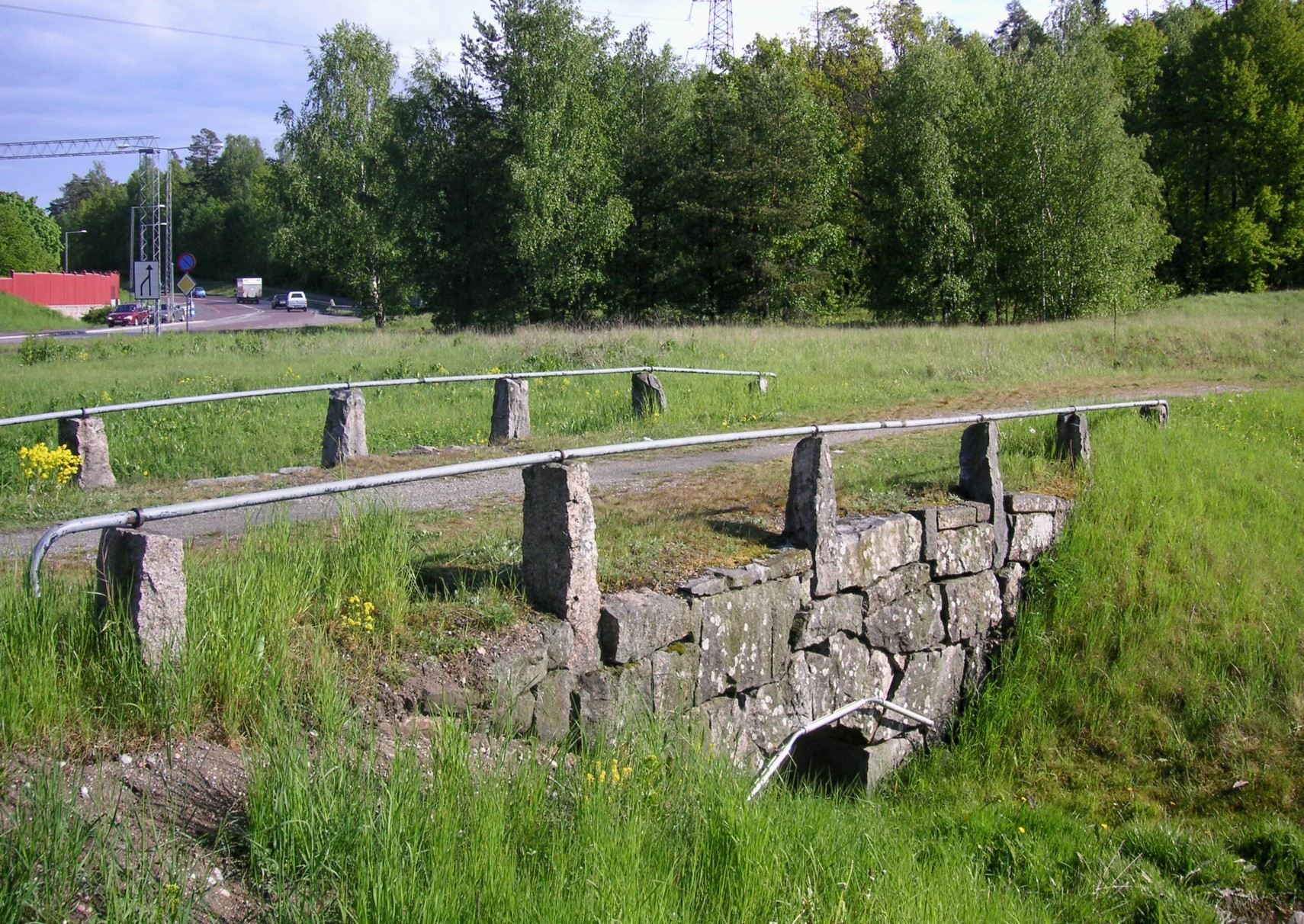
ponte de pedra, Alby.

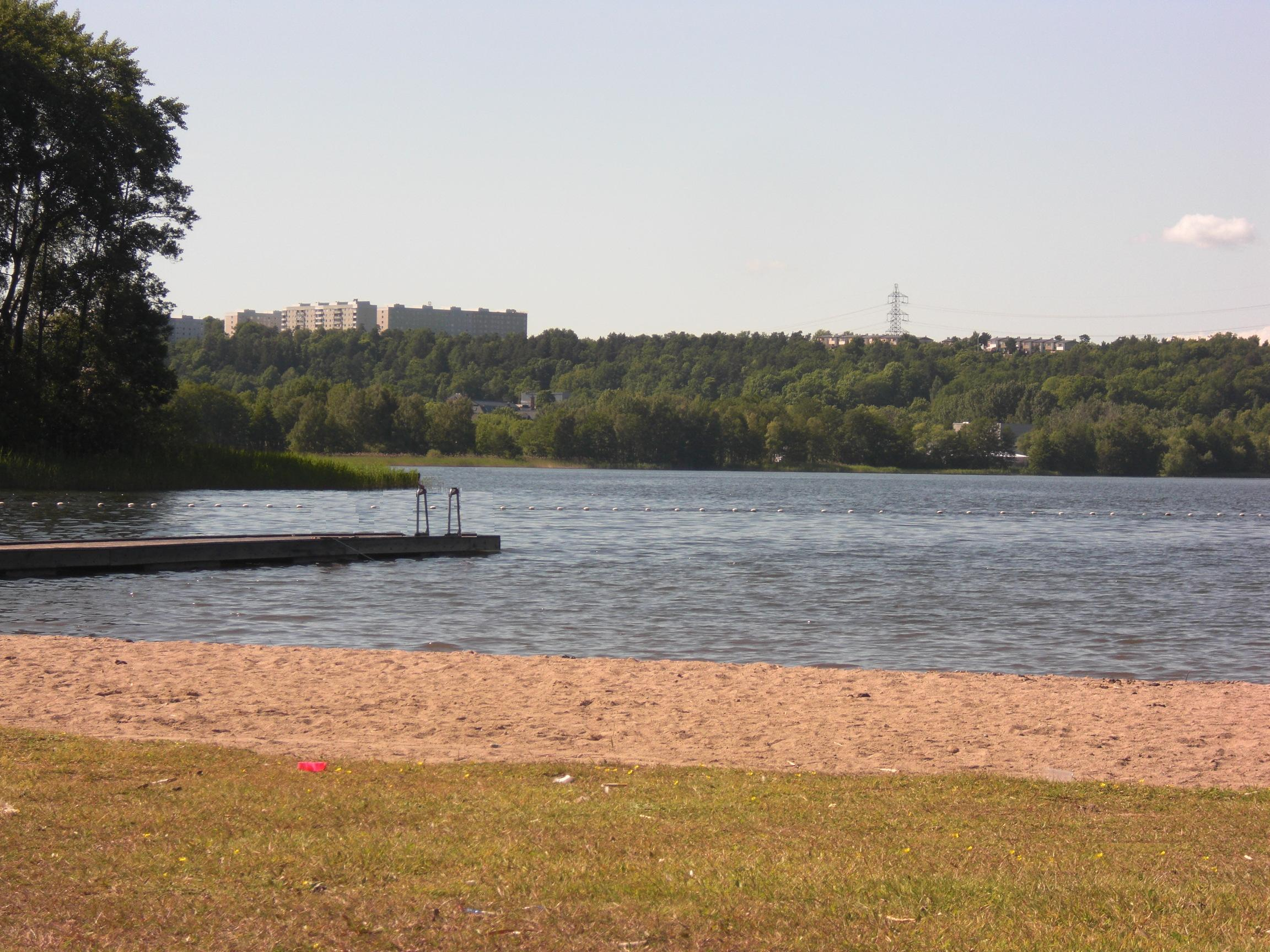
O morro em Alby visto de Flottsbro.

Alby é um subúrbio na zona norte de Botkyrka, nos arredores de Estocolmo. É uma área do município de Botkyrka com uma população total estimada de cerca de 10.000 habitantes, sendo que a maioria desses vivem nos 3.000  apartamentos da construtora Botkyrkabyggen. Este subúrbio tem uma alta concentração de imigrantes.

## Aspectos Geográficos
Alby, que situa-se às margens do lago Albysjön e de uma floresta. Alby também possui um pequeno porto numa pequena baía. Ali também fica um campo de beisebol e é lá que reside um time de softbol.

## Estação de metrô
Alby possui uma estação do metropolitano de Estocolmo. Foi inaugurada em 12 de janeiro de 1975. A distância desta estação à estação de Slussen é de 19 quilômetros. Situa-se entre as estações Fittja e Hallunda. É uma estação subterrânea, ficando a cerca de 25 metros de profundidade. Encontra-se artísticamente decorada com obras de Olle Ängkvist.